# Эскусан (Тарн)
Эскуса́н, Эскусса́н (фр. Escoussens, окс. Escorsens) — коммуна во Франции, находится в регионе Юг — Пиренеи. Департамент — Тарн. Входит в состав кантона Ла-Монтань-Нуар. Округ коммуны — Кастр.
Код INSEE коммуны — 81084.

## География

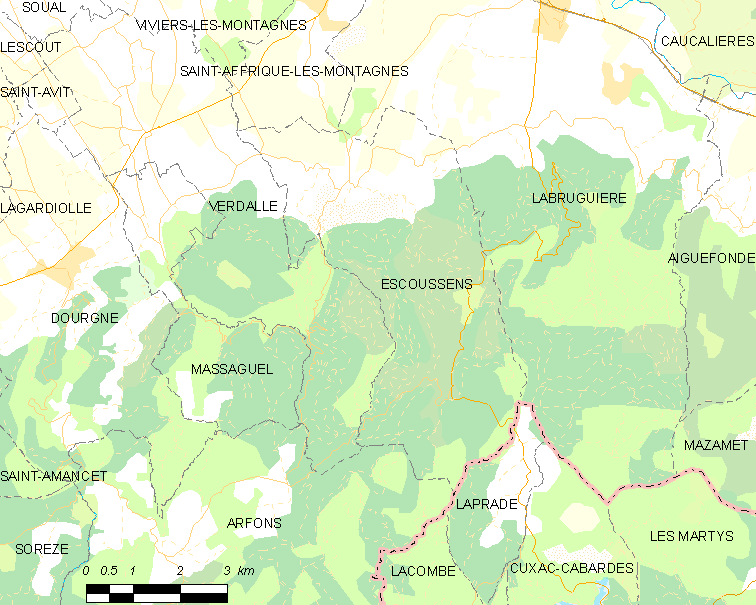
Карта коммуны

Коммуна расположена приблизительно в 600 км к югу от Парижа, в 65 км восточнее Тулузы, в 50 км к югу от Альби.
По территории коммуны протекают реки Берназобр и Мускайу (фр. Mouscaillou). Более половины территории коммуны занимают леса.

## Климат
Климат умеренно-океанический. Зима мягкая и дождливая, лето жаркое с частыми грозами. Ветры довольно редки.

## Население
Население коммуны на 2010 год составляло 643 человека.
| 1962 | 1968 | 1975 | 1982 | 1990 | 1999 | 2010 |
| ---- | ---- | ---- | ---- | ---- | ---- | ---- |
| 404  | 468  | 405  | 425  | 413  | 521  | 643  |

## Администрация
| Период | Период | Фамилия         | Партия                              | Примечания |
| ------ | ------ | --------------- | ----------------------------------- | ---------- |
| ?      | 2008   | Луи-Пьер Лапьер | Французская коммунистическая партия |            |
| 2008   | 2020   | Жан-Поль Гиро   |                                     |            |

## Экономика
В 2007 году среди 391 человека в трудоспособном возрасте (15—64 лет) 289 были экономически активными, 102 — неактивными (показатель активности — 73,9 %, в 1999 году было 70,0 %). Из 289 активных работали 262 человека (154 мужчины и 108 женщин), безработных было 27 (16 мужчин и 11 женщин). Среди 102 неактивных 28 человек были учениками или студентами, 33 — пенсионерами, 41 были неактивными по другим причинам.

## Достопримечательности
- Два сарая картезианского монастыря Фонбрюно (XVI век). Исторический памятник с 1988 года.[4]